# Hallelujah FC
Der Hallelujah Football Club war ein südkoreanischer Fußballklub. Mit Gründungsdatum vom 20. Dezember 1980 gilt er als erster professioneller Klub des Landes.

## Geschichte
Der Klub wurde vom zu dieser Zeit amtierenden KFA-Präsidenten Choi Soon-young im Jahr 1980 gegründet. Als gläubiger Christ versammelte er in dem Klub weitere Fußballspieler und Trainer seiner Glaubensrichtung.
Der Klub wurde später Mitglied der K League und schloss deren Premierensaison 1983 als Meister ab. Aufgrund von mangelnder Konkurrenzfähigkeit wechselte man nach der Spielzeit 1985 zurück in den Amateur-Fußball, wo man nun einen stärkeren Fokus auf die Missionarsarbeit setzte. Infolge der asiatischen Finanzkrise wurde der Klub im August 1998 aufgelöst.

## Erfolge
- K League 1
  - Meister (1): 1983
- President’s Cup
  - Gewinner (1): 1988